# Impero portoghese
L'Impero portoghese (in portoghese: Império Português) fu, insieme all'Impero spagnolo, il primo impero coloniale mondiale della storia. Fu anche il più longevo degli imperi coloniali d'oltremare, durando quasi seicento anni, dall'occupazione di Ceuta nel 1415 alla restituzione di Macao alla Cina nel 1999. Fu inoltre uno degli imperi più vasti della storia.
L'impero si sviluppava in numerosi territori, che oggi fanno parte di ben 53 Stati diversi. Dopo il secondo conflitto mondiale, iniziò un processo di decolonizzazione. Il Portogallo però rifiutandosi di nuovo di concedere l'indipendenza alle proprie colonie, diede il via a un'aspra guerra di repressione, al termine della quale venne riconosciuta l'indipendenza di gran parte dei possedimenti d'oltremare, tra cui la Guinea-Bissau, l'Angola e il Mozambico, nonché gli arcipelaghi di Capo Verde e São Tomé e Príncipe.
Confinando con la sola Castiglia, il Portogallo non aveva altra opzione che espandersi attraverso i mari. Questo scatenò una corsa all'avanzamento tecnologico nella marineria che aprì le porte alla cosiddetta "Età delle scoperte".

## Storia

### Lo sviluppo nel XV secolo
Le truppe portoghesi presero Ceuta (battaglia di Ceuta) nel 1415 con una poderosa forza navale, agli ordini del re Giovanni I del Portogallo. Sempre sotto lo stesso re i portoghesi iniziarono a sfruttare le coste africane. In un primo periodo sia Giovanni I, che il suo figlio cadetto Enrico il Navigatore si occuparono della costruzione di basi a Madera e nelle Azzorre, queste ultime divennero in seguito importantissime, quando i navigatori portoghesi svilupparono la tecnica della volta do mar e Angra divenne una tappa obbligata sulla via del ritorno verso Lisbona. Solo successivamente iniziarono a spingersi più a sud, oltre il Capo Bojador, grazie a Gil Eanes nel 1434. Dieci anni dopo le navi portoghesi sbarcarono sulle coste del Senegal, della Guinea, poi di Capo Verde, e alcune persino su quelle della Sierra Leone.
Tutte queste spedizioni organizzate dal principe Enrico il Navigatore, in cui le navi portoghesi esplorarono la costa occidentale dell'Africa, avevano l'obiettivo di mappare il territorio e di trovare merci (soprattutto spezie ma anche oro e schiavi). Nel 1479 con il trattato di Alcáçovas, al termine della guerra di successione castigliana, i portoghesi si impossessarono del porto di Elmina nel Ghana, affermando il loro dominio sul golfo di Guinea e in generale su tutto l'Atlantico. Nel 1487, Bartolomeo Diaz doppiò il capo di Buona Speranza e nel 1498 Vasco da Gama raggiunse l'India, stabilendovi i primi avamposti portoghesi. I portoghesi decisero perciò di creare diverse basi fortificate lungo la rotta orientale per l'India, dando inizio a una espansione piuttosto aggressiva. Lungo le coste dell'Africa orientale, diversi piccoli stati musulmani (Mozambico, Kilwa, Brava e Mombasa) furono distrutti o divennero alleati del Portogallo.
Pêro da Covilhã raggiunse l'Abissinia nel 1490. Nell'oceano Indiano, una delle navi di Pedro Álvares Cabral scoprì il Madagascar che fu poi parzialmente esplorato da Tristão da Cunha (1507); Mauritius fu scoperta nel 1507, Socotra venne occupata nel 1506 e, nello stesso anno Lourenço d'Almeida visitò Ceylon.
L'impero portoghese in Oriente venne riconosciuto con il trattato di Tordesillas (1494). I portoghesi stabilirono poi basi commerciali e avamposti a Goa, Malacca, nelle Molucche, a Macao e Nagasaki. Costretti a difendere le loro rotte commerciali sia dagli europei sia dagli asiatici, i portoghesi dominavano non soltanto i commerci tra Asia e Europa, ma anche quelli tra le varie regioni asiatiche, tra cui India, Indonesia, Cina, e Giappone.

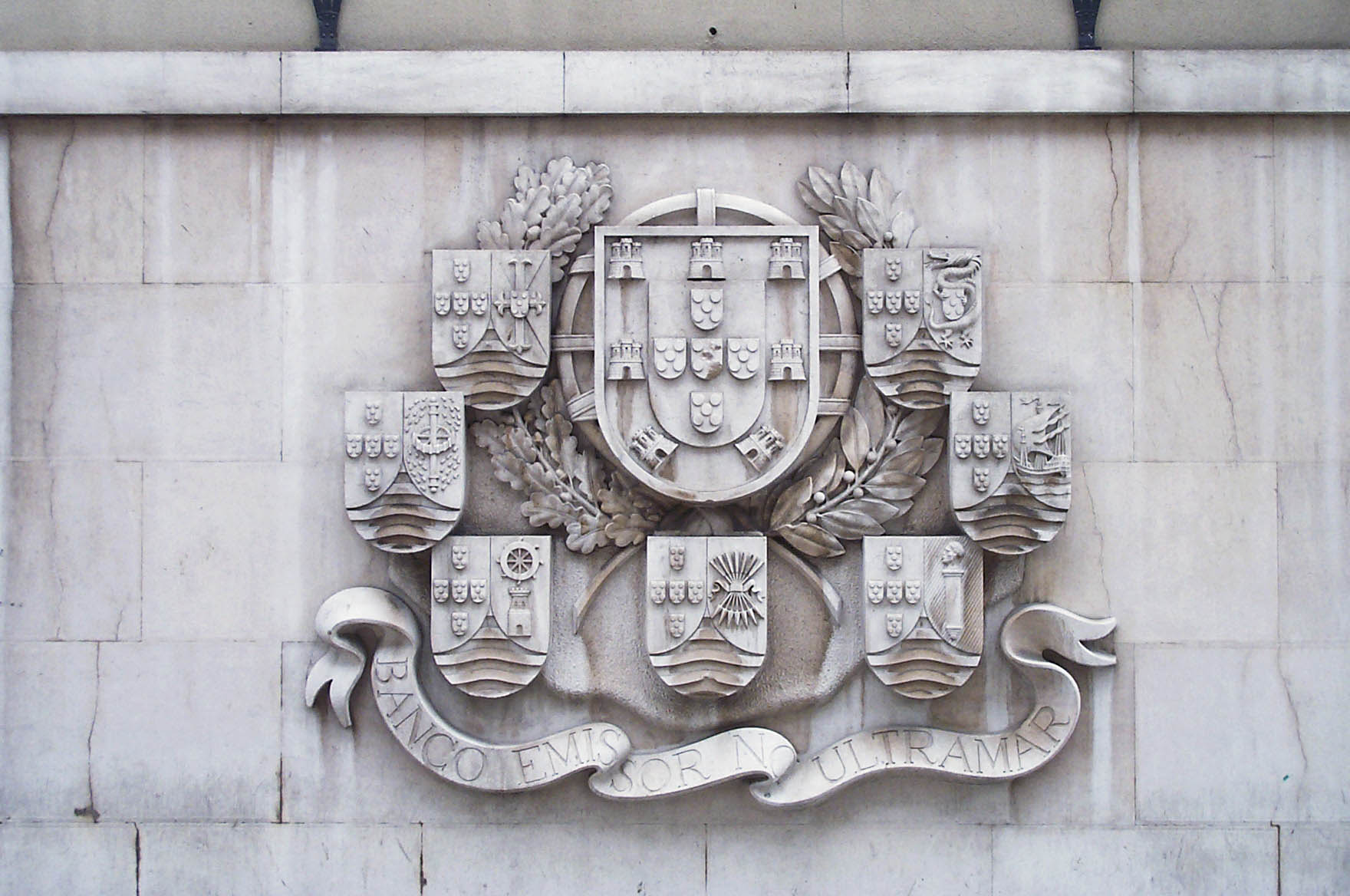
Un'opera realizzata per il Banco Nacional Ultramarino a Lisbona, con lo stemma rappresentante le colonie dell'Impero portoghese

Sotto l'egida del Portogallo il missionario gesuita padre Alessandro Valignano plenipotenziario visitatore gesuita ed il suo allievo Matteo Ricci evangelizzarono Giappone e Cina. Il Brasile venne scoperto nel 1500 da Pedro Álvares Cabral, e la colonizzazione vera e propria iniziò intorno al 1530. Benché all'inizio fosse considerato meno importante dei territori asiatici, il Brasile divenne poi la colonia più importante dell'impero, dalla quale i portoghesi potevano esportare oro, gemme preziose, zucchero, caffè e altri prodotti agricoli.

### La competizione e il declino

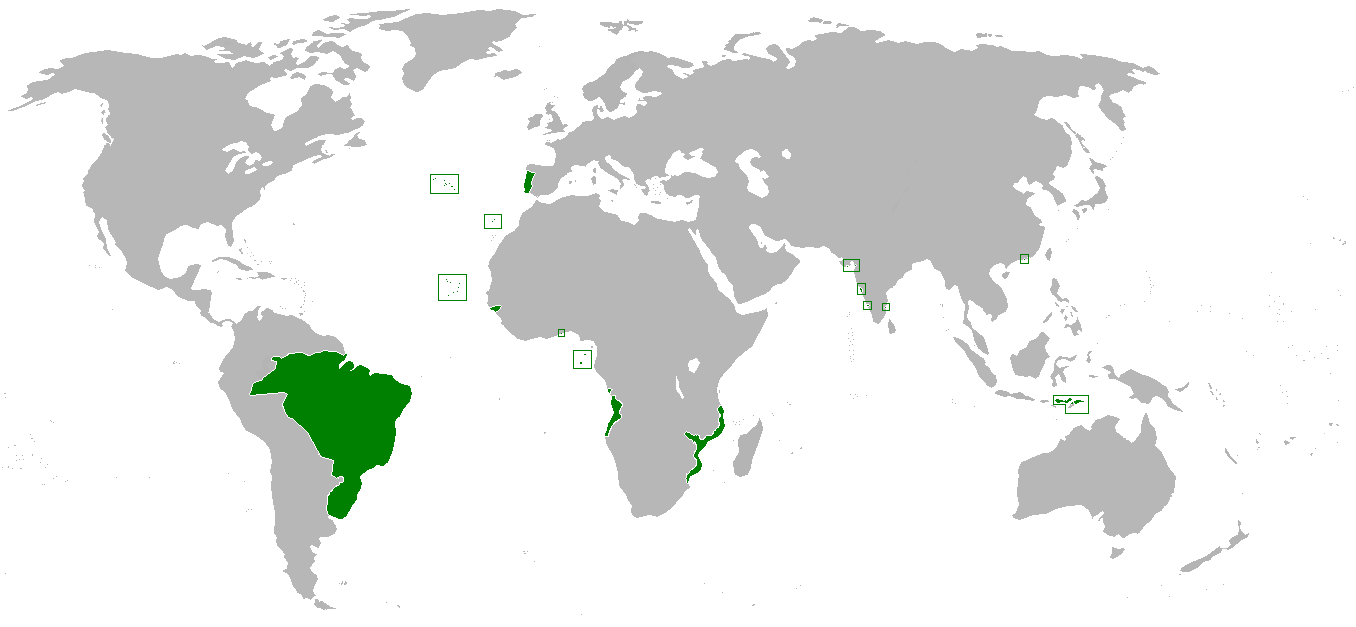
L'impero portoghese intorno al 1815. A quel tempo oltre il 95% del territorio della corona portoghese era costituito dal Brasile

Nel 1580, il re Filippo II di Spagna invase il Portogallo dopo una crisi di successione causata dalla morte di re Sebastiano del Portogallo, caduto in battaglia a Alcazarquivir in Marocco nel 1578. Alle Cortes de Tomar nel 1581, Filippo fu incoronato Filippo I di Portogallo, unendo le due corone e gli imperi d'oltremare sotto la dominazione spagnola degli Asburgo in un'unione dinastica iberica. A Tomar, Filippo promise di mantenere gli imperi giuridicamente distinti, lasciando l'amministrazione dell'Impero portoghese ai cittadini portoghesi, con un viceré del Portogallo a Lisbona che avrebbe provveduto ai suoi interessi. Tutte le colonie portoghesi accettarono il nuovo stato di cose tranne le Azzorre, che sostennero Antonio, priore di Crato, un pretendente al trono portoghese che aveva ottenuto il sostegno di Caterina de' Medici in cambio della promessa di cedere il Brasile alla Francia. Le forze spagnole riuscirono infine a catturare le isole nel 1583.
Il confine tracciato a Tordesillas tra i domini spagnoli e quelli portoghesi in Sud America fu sempre più ignorato dai portoghesi, che si spinsero oltre, penetrando nel cuore del Brasile ed espandendo il loro territorio verso ovest. Le missioni esplorative furono condotte sia per iniziativa del governo portoghese sia per iniziativa di privati (i cosiddetti bandeirantes). Queste spedizioni durarono per anni avventurandosi in regioni sconosciute, inizialmente per catturare i nativi e costringerli alla schiavitù, per poi concentrarsi sulla ricerca di miniere d'oro, argento e diamanti.
Tuttavia, l'Unione iberica trascinò il Portogallo nelle guerre che gli spagnoli stavano combattendo contro l'Inghilterra, la Francia e la Repubblica olandese, paesi che stavano iniziando in quegli anni a creare i propri imperi oltreoceano. La minaccia principale proveniva dagli olandesi, che erano impegnati in una guerra d'indipendenza contro la Spagna fin dal 1568. Nel 1581, le Sette Province Unite si proclamarono indipendenti dalla dominazione asburgica, inducendo Filippo II a proibire ai suoi domini il commercio con gli olandesi, incluso in Brasile dove gli olandesi avevano investito ingenti capitali nel finanziamento della produzione di zucchero.
Le reti commerciali dell'Impero Spagnolo furono allora monopolizzate dai mercanti portoghesi, che si arricchirono grazie al commercio delle spezie dall'oriente e alla tratta degli schiavi africani, venduti sui mercati della Nuova Spagna a prezzi maggiori di quelli che si potevano ottenere in Brasile. In estremo oriente Manila fu incorporata nella rete commerciale Macao-Nagasaki, consentendo ai Macanesi di origine portoghese di agire come agenti commerciali per gli spagnoli filippini e di utilizzare l'argento spagnolo proveniente dalle Americhe nel commercio con la Cina.
Nel 1592, durante la guerra con la Spagna, una flotta inglese catturò una grande nave portoghese al largo delle Azzorre, la Madre de Deus, carica di 900 tonnellate di merci provenienti dall'India e dalla Cina, per un valore stimato di mezzo milione di sterline (quasi la metà del gettito fiscale inglese a quell'epoca).. Questo assaggio delle ricchezze orientali galvanizzò l'interesse degli inglesi per l'estremo oriente. Nello stesso anno, Cornelis de Houtman fu inviato dai mercanti olandesi a Lisbona, per raccogliere quante più informazioni possibili sulle Isole Molucche.
Gli olandesi alla fine si resero conto dell'importanza di Goa per scardinare l'Impero portoghese in Asia. Nel 1583, il mercante ed esploratore olandese Jan Huygen van Linschoten (1563 - 8 febbraio 1611), ex segretario dell'Arcivescovo di Goa, scrisse un volume che conteneva informazioni sulle rotte commerciali segrete dei portoghesi in tutta l'Asia, comprese le Indie orientali e il Giappone. Lo scritto pubblicato nel 1595; il testo fu poi incluso in volume più grande pubblicato nel 1596 con il titolo Itinerario: voyage, ofte schipvaert van Jan Huygen van Linschoten naer Oost ofte Portugaels Indien, 1579–1592. Gli olandesi e gli inglesi utilizzarono queste nuove informazioni per la loro espansione commerciale. Nel 1600 fu fondata la Compagnia inglese delle Indie Orientali e nel 1602 la Compagnia olandese delle Indie Orientali. Questi sviluppi permisero l'ingresso di compagnie commerciali privilegiate nelle Indie Orientali.

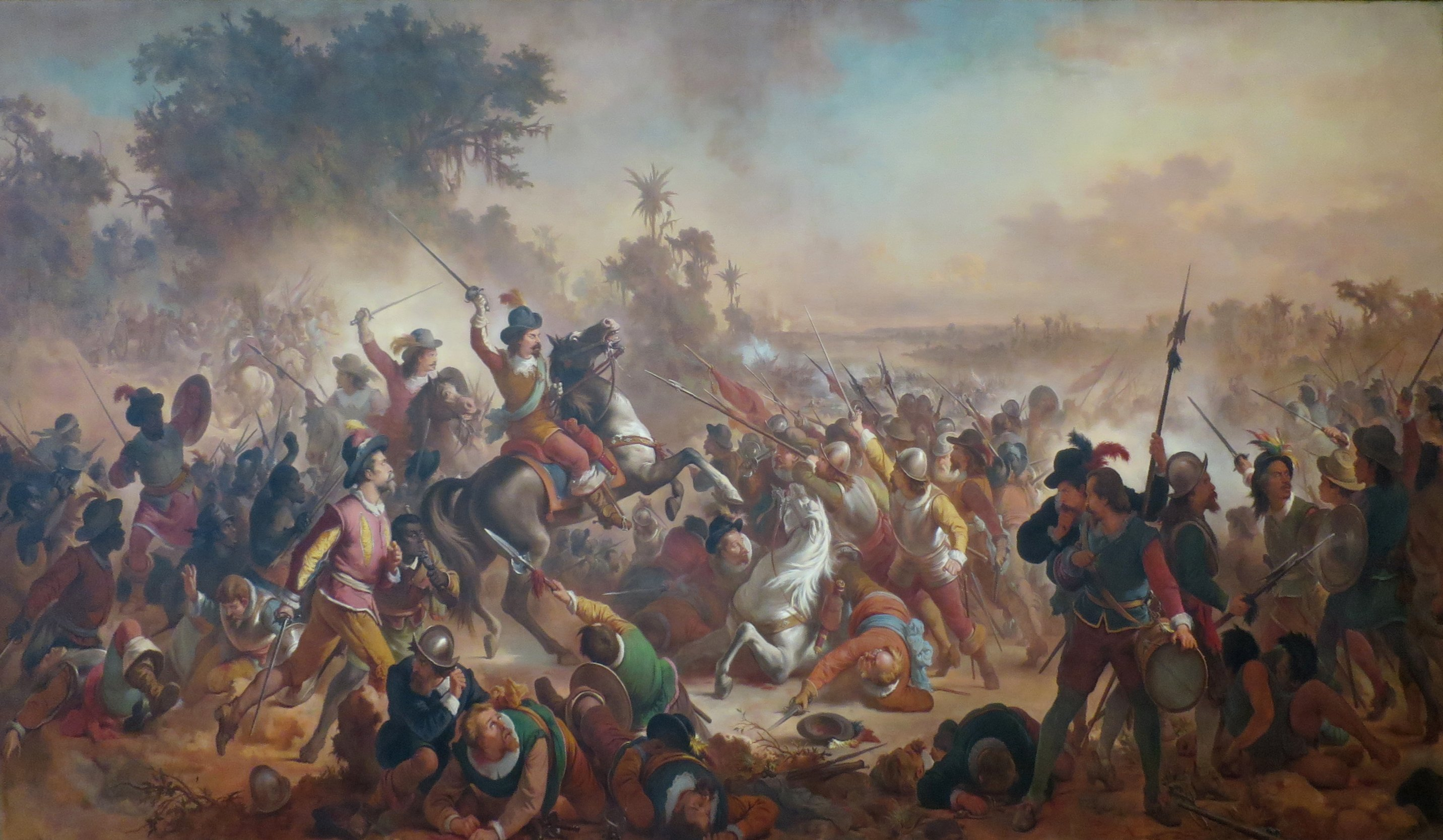
La vittoria portoghese nella seconda battaglia di Guararapes pose fine alla presenza olandese nel Pernambuco

Gli olandesi iniziarono la loro offensiva oltremare, attaccando le colonie spagnole e portoghesi e dando inizio alla guerra olandese-portoghese, che sarebbe durato per oltre sessant'anni (1602-1663). Altre nazioni europee, come l'Inghilterra protestante, aiutarono l'Impero olandese nella guerra. Gli olandesi ottennero importanti vittorie in Asia e in Africa con l'assistenza di alleati indigeni, riuscendo a strappare ai portoghesi il controllo di Malacca, Ceylon e São Jorge da Mina. Gli olandesi ottennero anche il controllo della ricca regione produttrice di zucchero del nord-est del Brasile oltre che di Luanda in Africa, ma i portoghesi riuscirono a riconquistare questi territori dopo una lunga lotta.
Nel frattempo, nella penisola arabica, i portoghesi persero il controllo di Hormuz in un'offensiva congiunta dei safavidi e degli inglesi nel 1622, e l'Oman sotto gli Al-Ya'arubs catturò Mascate nel 1650. Gli omaniti continuarono a usare Mascate come base per le loro ripetute incursioni nell'Oceano Indiano, come la cattura di Forte Jesus nel 1698. In Etiopia e in Giappone negli anni Trenta del XVII secolo, la cacciata dei missionari da parte dei governi locali colpì duramente l'influenza portoghese in quelle regioni.
Bombay (l'attuale Mumbai) fu donata alla Gran Bretagna nel 1661 come parte della dote della Principessa portoghese Caterina di Braganza a Carlo II d'Inghilterra. La maggior parte dell'India settentrionale portoghese cadde nelle mani dell'impero Maratha nel 1739 quando il generale Maratha Chimnaji Appa sconfisse i portoghesi. Più tardi il Portogallo conquistò Dadra e Nagar Haveli nel 1779. Nel XVIII secolo gli inglesi riuscirono ad affermare il loro controllo sull'India, riducendo i territori portoghesi a Goa e altre piccole basi. Nel 1755 il terremoto di Lisbona, seguito da un maremoto, mise in ginocchio il paese, uccidendo 100.000 persone (su circa 275.000 abitanti). Ciò ridusse notevolmente lo slancio coloniale portoghese. La colonia del Brasile rimase perciò il cuore dell'impero, diventando inoltre la destinazione di una migrazione volontaria dall'Europa e di un'altra, forzata, di schiavi dall'Africa. Ciò accrebbe notevolmente la popolazione della colonia che, oggi, rappresenta lo stato di lingua portoghese più grande del mondo. Dal 1815 il Brasile fece parte del Regno Unito di Portogallo, Brasile e Algarve e nel 1822 divenne indipendente, con la creazione dell'Impero del Brasile ad opera di un principe portoghese, Pedro I.

Proprio alla vigilia del rilancio del colonialismo europeo nel XIX secolo, il Portogallo aveva ormai perso con il Brasile la maggior parte del suo impero, eccezion fatta per alcune basi costiere in Asia e Africa. Il Portogallo decise perciò di aprire un nuovo ciclo coloniale espandendo i suoi avamposti in Africa, innescando una forte competizione con altre potenze europee presenti nell'area. Fu così che furono create le colonie che oggi corrispondono agli stati di Capo Verde, São Tomé e Príncipe, Guinea-Bissau, Angola e Mozambico.

La «Mapa Cor-de-Rosa», con evidenziati i territori rivendicati dal Portogallo (odierni Zambia, Zimbabwe e Malawi) alla fine del XIX secolo e posti tra l'Angola Portoghese e il Mozambico portoghese, queste acquisizioni vennero fermate dall'intervento britannico nella stessa zona.

### Il XX secolo e la fine
Negli anni successivi alla fine della seconda guerra mondiale, le altre nazioni europee cominciarono più o meno volontariamente ad abbandonare i loro possedimenti coloniali. Il Portogallo, al contrario, decise di opporsi tenacemente al processo di decolonizzazione, diventando così l'ultima potenza coloniale a mantenere il controllo sulle sue colonie di maggiori dimensioni.
Tuttavia l'India annesse nel 1954 Dadra e Nagar Haveli e nel 1961 occupò Goa, Diu e Daman, possedimenti portoghesi nella regione, mentre in Africa diversi gruppi ribelli scatenarono una guerra che durò per più di un decennio. Il costo di una guerra difficile portò alla caduta del regime autoritario di Salazar e del suo successore Caetano nel 1974 (la Rivoluzione dei Garofani). Uno dei primi atti del governo democratico subentrato a Caetano fu proprio la decisione di porre fine alla guerra e dare inizio ai negoziati con i ribelli.
Subito dopo l'indipendenza, in Angola e Mozambico, le due colonie maggiori, scoppiò una durissima guerra civile fra le forze governative comuniste (appoggiate da Unione Sovietica, Cuba e altri stati comunisti) e le forze ribelli (sostenute da Zaire, Sudafrica, e Stati Uniti). Anche Timor Est raggiunse l'indipendenza nel 1974 ma venne immediatamente occupata dalla vicina Indonesia fino al 1999.
Ufficialmente l'impero portoghese scomparve quando il Portogallo cedette Macao alla Cina nel 1999, in seguito alla scadenza di un contratto stipulato tra i due stati e simile a quello che univa Hong Kong al Regno Unito. Le sette ex-colonie portoghesi oggi sono stati indipendenti e, insieme al Portogallo, sono membri della Comunità dei Paesi di Lingua Portoghese (CPLP).

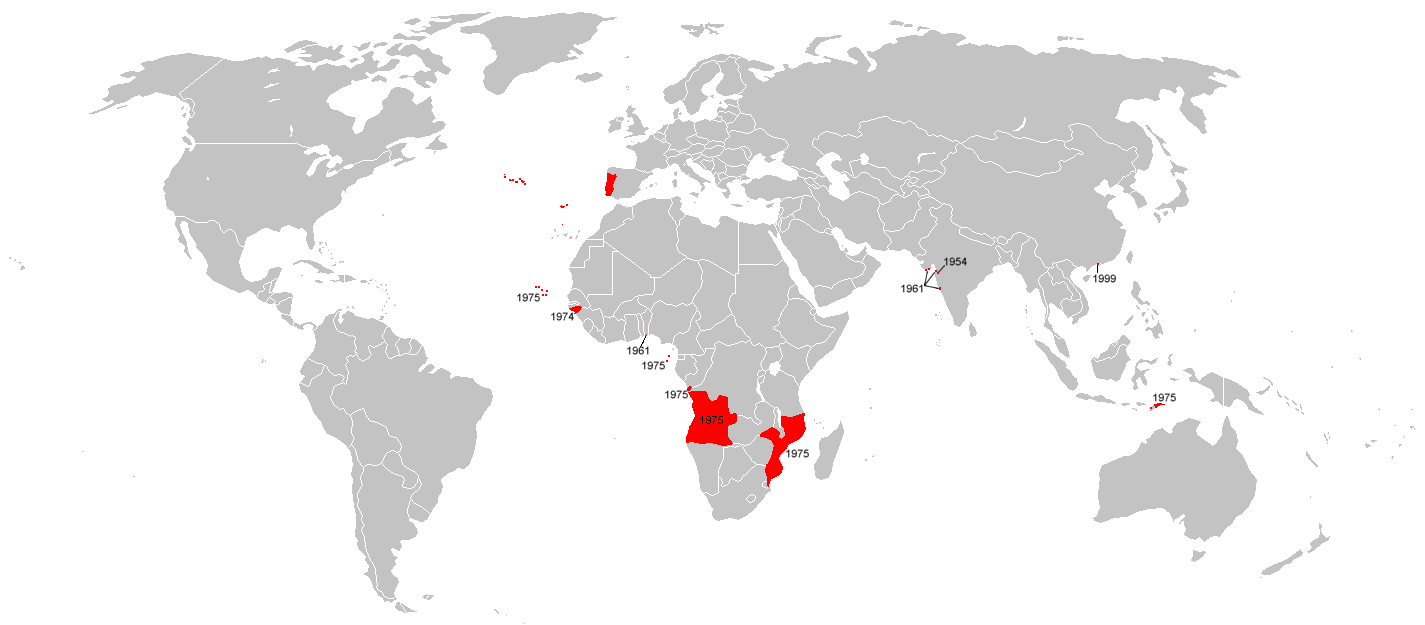
Impero portoghese nel XX secolo

## I territori
Di seguito l'elenco dei territori dell'impero portoghese da occidente a oriente.
I territori appartenenti alla stessa regione geografica (come l'India, le enclave marocchine e cinesi o l'arcipelago indonesiano) sono indentati e spaziati per essere meglio evidenziati. Per ogni colonia e insediamento vengono indicate le suddivisioni amministrativi e il nome antico portoghese (in corsivo).
Attorno al 1815, dopo l'epoca napoleonica e poco prima dell'indipendenza del Brasile, l'estensione dell'impero Portoghese toccò il suo massimo, attorno agli otto milioni di chilometri quadrati, costituiti al 97% proprio dal Brasile. Nel corso della seconda metà dell'Ottocento il Portogallo, partendo dalle sue basi costiere, si espanse di nuovo verso l'entroterra dell'Angola e del Mozambico, tanto che nel 1975, al momento dell'indipendenza della maggior parte delle sue colonie, l'impero aveva raggiunto una estensione di quasi  2.344.213 km² .

### Isole e coste dell'Oceano Atlantico e dell'Africa occidentale

#### Costa del Marocco
- Marocco (enclave) - Morroco
  - Aguz (Souira Guedima) - fortezza costiera (1506-1525)
  - Alcacer Ceguer (Ksar es-Seghir) - fortezza marocchina occupata tra il 1458 e il 1550 quando viene abbandonata a seguito della grave crisi economica portoghese sotto il regno di Giovanni III.
  - Arzila (Asilah) - città occupata dai portoghesi nel periodo 1471-1550; abbandonata a seguito della crisi economica del Portogallo; rioccupata nel decennio 1577-1589, viene fortificata a protezione del commercio dell'oro nel Sahara. Con l'annessione del regno portoghese da parte di Filippo II di Spagna, Asilah passa sotto dominio spagnolo e vi rimane anche dopo la separazione dei regni, nel 1640, fino alla riconquista al Marocco da parte di Mulay Isma'il nel 1692.
  - Azemmour (Azamor) - città marocchina vassalla e tributaria dei portoghesi dal 1486. Dopo essersi ribellata, nel 1513, viene occupata dal Portogallo. Nel 1541, i portoghesi si ritirano a causa della crisi finanziaria del regno.
  - Ceuta - possedimento (1415-1640). Colonia spagnola dal 1640.
  - Mazagan (El Jadida) (Castelo Real de Mazagão)- importante città fortificata e possedimento portoghese (spagnolo tra 1580 e il 1640, quando il Portogallo viene annesso alla Spagna) tra il 1506 e il 1769 quando viene abbandonata nel 1769. L'antica città fortificata portoghese di Mazagan è stata dichiarata dall'UNESCO, nel 2004, Patrimonio dell'umanità.
  - Safim (Safi) - città sotto controllo portoghese nel periodo 1488-1541.
  - Mogador (Essaouira) - fortezza costiera (1506-1510) tenuta fino al 1765.
  - Santa Cruz do Cabo de Gué (Agadir) - stazione commerciale (1505-1541).
  - Quart Quessem - Santa Cruz do Rio de Ouro, stazione commerciale
  - Tangeri - possedimento (1471-1662). La città viene ceduta all'Inghilterra nel 1662.

#### Isole Atlantiche
- Azzorre (Açores) - colonie (1427-1766); capitanato generale (1766-1831); distretto d'oltremare (1831-1979). Regione autonoma del Portogallo dal 1979.
- Capo Verde (Ilhas do Cabo Verde) - insediamento (1462-1495); dominio delle colonie della corona (1495-1587); colonia della corona (1587-1951); provincia d'oltremare (1951-1974); repubblica autonoma (1974-1975). Indipendente dal 1975. Fu viceregno costituito dalla Capitania Generale di Santiago sede del viceré e dai governatorati di:
  - São Tomé e Príncipe - colonia della corona (1753-1951) con l'isola di S. Martin; provincia d'oltremare (1951-1971); amministrazione locale (1971-1975). Indipendente dal 1975;
  - Fernando Poo - colonia insulare ceduta alla Spagna nel 1778;
  - Annobón - colonia ceduta alla Spagna (1778);
  - donatarìa de Ilha de Santo Antão;
  - capitanìa de Cacheu (1588) con le isole Bissagos, Bata, Bissau (abbandonata dal 1717 al 1753), Bassàm, Lagos.
- Madera - possedimento (1418-1420); colonia (1420-1580); colonia della corona (1580-1834); distretto d'oltremare (1834-1978). Regione autonoma del Portogallo dal 1978.
- Arguim (Arguin) - isola al largo della costa della Mauritania. Stazione commerciale portoghese (1455-1639) dedicata al commercio degli schiavi e della gomma.
- Sant'Elena - stazione commerciale (ilha de S. Elena, XVI secolo).
- Tristan da Cunha - stazione commerciale (ilha de Tristão d'Acunha, 1506-1810.
- Ascension - stazione commerciale (ilha de Nossa Senhora de Ascensiòn, 1501-1815).
  - São Tomé - Possedimento (1470-1485); colonia (1485-1522); colonia della corona (1522-1641); amministrazione sotto i Paesi Bassi (1641-1648). Occupazione francese nel 1648.
  - Príncipe - colonia (1500-1573). Unita a São Tomé nel 1573.
  - Fernando Póo e Annobón - isole del Golfo di Guinea, a sud di São Tomé e Príncipe. Colonie (1474-1778). Cedute alla Spagna 1778.

#### Coste dell'Africa occidentale
- Costa d'Oro portoghese (Ghana) - colonia (1482-1642), ceduta alla Costa d'Oro olandese nel 1642; successivamente, passa sotto controllo inglese fino al 1957 quando ottiene l'indipendenza assumendo il nome di Ghana.
  - São João Baptista de Ajudá (Ouidah) - fortezza sulla costa atlantica dell'odierno Benin, avamposto della Costa d'Oro e subordinato al Brasile dal 1721 al 1730; poi a São Tomé e Príncipe (1865-1869). Annesso dal Dahomey nel 1961.
- Guinea portoghese - colonia (1879-1951); provincia d'oltremare (1951-1974). Indipendenza unilaterale proclamata nel 1973, riconosciuta dal Portogallo nel 1974.
  - Cacheu - capitanato (1640-1879). Unito a Bissau nel 1879.
  - Bissau - insediamento sotto Cacheu (1687-1696); capitanato (1696-1707); abbandonata (1707-1753); colonia separata sotto Capo Verde (1753-1879). Unita a Cacheu nel 1879.
- Africa Occidentale Portoghese (Angola) - colonia (1575-1589); colonia della corona (1589-1951); provincia d'oltremare (1951-1975). Indipendente dal 1975. Costituita in Capitania General de Angola comprendeva i governatorati di S. Paolo de Loanda (1589) sede del governo generale, quelli d S. Felipe de Benguela, Cabinda, Moçamedes, Ambrìz, Ambaza e i protettorati sui regni di Quissamã, Ilamba, Congo, Matamba.
- Cabinda - protettorato (1883-1887); distretto del Congo (1887-1921); intendenza subordinata a Maquela do Zombo (1921-1922); dipendenza del distretto dello Zaire (1922-1930); Intendenza di Zaire e Cabinda (1930-1932); intendenza sotto l'Angola (1932-1934); dipendenza sotto l'Angola (1934-1945); ripristinata come distretto (1946-1975). Controllata dal Frente Nacional de Libertação de Angola (Fronte Nazionale di Liberazione dell'Angola) quale parte dell'Angola indipendente nel 1975. L'autoproclamatasi Repubblica di Cabinda nel 1975 non venne riconosciuta né dal Portogallo né dall'Angola.

### Coste dell'Africa orientale ed Isole dell'Oceano Indiano
- Malindi - possedimento (1500-1630)
- Mombasa - occupata militarmente (1593-1638); colonia subordinata al Viceregno di Goa (1638-1698; 1728-1729). All'Oman nel 1729.
- Africa Orientale Portoghese (Mozambico) - possedimento (1498-1501); subordinata al Viceregno di Goa (1501-1569); capitanato generale (1569-1609); colonia subordinata a Goa (1609-1752); colonia (1752-1951); provincia d'oltremare (1951-1974); governo di transizione con un rappresentante del Portogallo e del Frelimo (1974-1975). Indipendente dal 1975.
  - Isola di Mozambico - uno dei primi insediamenti portoghesi nelle coste dell'Africa Orientale nel 1503, divenne capitale dell'Africa Orientale Portoghese fino al 1898.
- Tanganica (Tanzania) - insediamenti portoghesi sul litorale (1500-1630).
  - Zanzibar - Arcipelago al largo delle coste nord della Tanzania, possedimento (1503-1698). Annessa dall'Oman nel 1698, nel XIX secolo divenne prima Sultanato di Zanzibar indipendente e poi colonna britannica.
- Madagascar (costa meridionale) - Insediamento, utilizzato per rifornire le flotte portoghesi che navigavano verso l'Asia (1496-1550)
  - Isola San Lorenzo (Madagascar) e Isole Mascarene - Approdi fortificati, utilizzati per rifornire le flotte portoghesi che navigavano verso l'Oriente (1498-1540).
- Socotra - possedimento nell'isola situata 300 km ad est dell'estremità del Corno d'Africa (1506-1511). In seguito diviene parte del sultanato di Qishn e Suqutra.

### Americhe

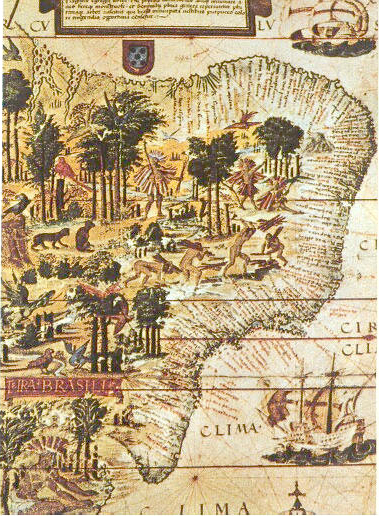
Mappa del Brasile disegnata dagli esploratori portoghesi nel 1519

- Colonia del Brasile - possedimento conosciuto come Ilha de Santa Cruz, poi Terra de Vera Cruz (1500-1530); colonia (1530- 1714); vice-reame (1714-1815); regno sotto il Regno Unito del Portogallo (1815-1822), indipendente dal 1822. Il vicereame era ripartito in Capitanìe: Bahia (capitale vicereale fino al 1763), Espirito Santo, Serengipe, Rio de Janeiro (capitale dal 1763), San Paolo (dipendente da Rio dal 1748 al 1763), Itanhaém, S. Vicente, Ilheos e Minas Geraes, Goyaz, Itamaracá, Mato Grosso, S. Catarina, il comando militare di San Pedro del Rio Grande do Sul, la colonia del Sacramento sulla Plata (1680-1777) ed il forte di San Jõao de Ajudà (1680) nel Golfo di Guinea.
- Maranhão - ripartizione del Brasile, autonoma dal 1621 al 1751 e costituita dalla Capitania Major de Maranhão e da quelle di Pernambuco (1716),di Ceará, Parahyba, Rio Grande do Norte, Gran Parà (1737), S. Josè de Javarì e Rio Negro (1757), di S. Josè del Piauì (1759).
- Guyana francese - occupata militarmente (1809-1817). Ripresa dalla Francia nel 1817.
- Provincia Cisplatina - Occupata nel 1808, capitanato nel 1817 (Reino Unido de Portugal, Brasil e Algarves), aderisce come provincia all'Impero del Brasile (1822-1889) nel 1822 e ritorna indipendente nel 1827 col nome di Uruguay.
  - Colonia del Sacramento - colonia (1680; 1683-1705; 1715-1777). Ceduta alla Spagna nel 1777.

### Asia e Oceano Pacifico

#### Golfo Persico e Mare Arabico
- Ormuz - possedimento subordinato al Viceregno di Goa (1515-1622). Incorporato nell'impero persiano nel 1622.
- Mascate - possedimento (1515-1650); subordinato al Viceregno di Goa (1500-1690).
- Bahrein - possedimento, corrisponde al territorio dell’attuale Bahrein, subordinato al Viceregno di Goa (1521-1602). Fu Incorporato nell'impero persiano nel 1602 in seguito ad una rivolta della popolazione locale.

#### India

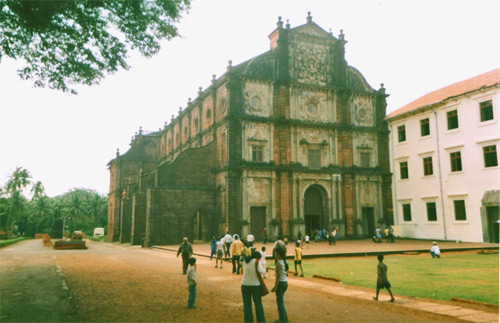
La basilica barocca del Bom Jesus (Buon Gesù) a Goa, capitale del vicereame portoghese indiano. La chiesa, risalente al 1695, fa parte dei Patrimoni dell'umanità dell'UNESCO

- India portoghese (XVI-XX secolo)- L'insieme dei possedimenti indiani portoghesi si costituisce come provincia d'oltremare col nome di India Portoghese tra il 1946 e 1962. Annessa dall'India nel 1962, il Portogallo ne riconosce l'annessione solo nel 1974. L'India Portoghese era costituita da una serie di colonie e territori dipendenti dal Viceregno di Goa. Da questo dipesero in alcuni periodi anche le basi africane di Mombasa e Malindi e la Capitaneria generale del Mozambico (1609-1752).

Erano dipendenze del viceregno:
- - Baçaim (Vasai-Virar) - possedimento (1535-1739)
  - Cannanore - possedimento (1502-1663)
  - Panjim
  - Angediva
  - Divar
  - Benasterim
  - Chaul - possedimento conquistato dai Maratti nel 1740
  - Cochin - possedimenti (1500–1663)
  - Cranganore - possedimento (1536-1662)
  - Damão (Daman) - occupata nel 1559; governatorato dal 1535. Alla provincia d'oltremare dell'India Portoghese nel 1946.
  - Dadra - conquistata nel 1779. Occupata dall'India nel 1954.
  - Goa - importante colonia commerciale (1510-1946) e capitale del Viceregno di Goa. Nel 1946 diviene parte della provincia d'oltremare dell'India Portoghese.
  - Nagar Haveli - presa nel 1779. Occupata dall'India nel 1954.
  - Quilon - possedimento (1502-1661)
  - São Tomé de Meliapore - insediamento (1523-1662; 1687-1749)
  - Salsetta - governatorato conquistato dai Maharatti nel 1738
  - Timor - governatorato dal 1702 con Dili
  - Flores - governatorato
  - Macao - governatorato
- Ceylon - colonia (1597-1658). Gli olandesi subentrarono nel 1656, Jaffna viene conquistata nel 1658.

#### Indie sud orientali, Malesia e isole delle spezie
- Indonesia (enclave e isole):
  - Banten - stazione commerciale (XVI-XVIII secolo)
  - Flores - possedimento (XVI-XIX secolo)
  - Makassar - stazione commerciale (1512-1665)
  - Timor-Leste (Timor Est) - colonia subordinata all'India Portoghese (1642-1844); subordinata a Macao (1844-1896); colonia separata (1896-1951); territorio d'oltremare (1951-1975); repubblica che proclama unilateralmente l'indipendenza, annessa dall'Indonesia (1975-1999, riconosciuta dall'ONU come territorio portoghese). Sotto amministrazione ONU dal 1999 fino all'indipendenza.
- Malacca - insediamento (1511-1641); conquistata, successivamente, dagli olandesi.
- Molucche:
  - Amboina (Ambon) - insediamento (1576-1605)
  - Ternate - insediamento (1522-1575)
  - Tidore - colonia (1578-1605). Conquistata dagli olandesi nel 1605.

#### Mari della Cina
- Macao portoghese - insediamento (1553-1557), territorio affittato subordinato a Goa (1557-1844); provincia d'oltremare (1844-1883); provincia d'oltremare insieme a Timor Leste sotto Goa (1883-1951); provincia d'oltremare (1951-1975); territorio d'oltremare (1975-1999). Passata alla Repubblica Popolare Cinese come regione amministrativa speciale nel 1999.
  - Coloane - occupata nel 1864
  - Taipa - occupata nel 1851
  - Isola Verde (Qingzhou) - incorporata nel 1890.
  - Isole D. João, Lapa e Montanha (Hengqin) - occupazione (1938-1941). Riprese al Giappone e restituite alla Cina.
- Forti sull'Isola di Formosa nel XVI secolo
- Base a Nagasaki e a Dejima in Giappone

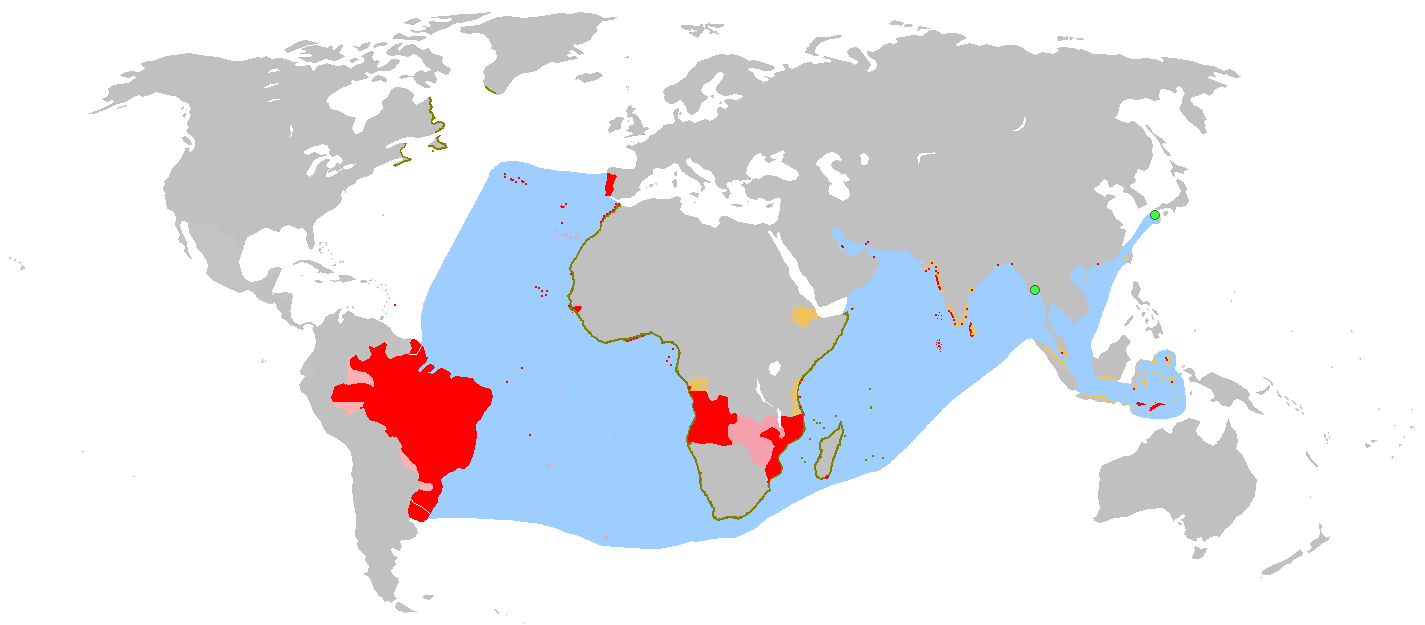
Mappa anacronistica dell'impero portoghese. Rosso: possedimenti portoghesi in vari periodi storici; marrone: esplorazioni; arancione: aree di influenza e commercio; rosa: territori rivendicati; verde: basi commerciali; blu: rotte portoghesi e zone di mare esplorate e/o rivendicate.